# Дарье, Жорж

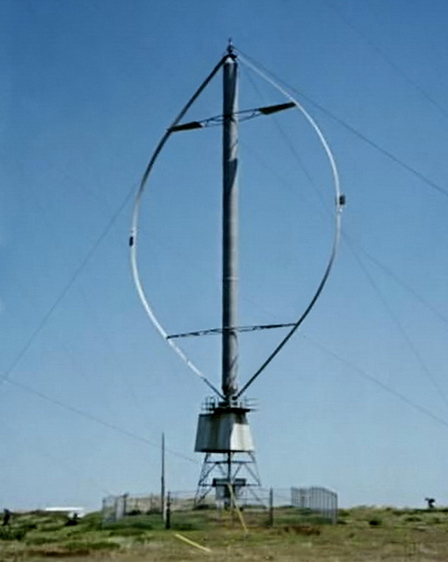
Ветрогенератор с ротором Дарье

Жорж Дарье —  французский авиаконструктор. Самым известным изобретением был ротор, названный его именем. Ротор был способен работать при любом направлении ветра и при неблагоприятных погодных условиях. Изобретение описано в патенте США 1835018 в 1931 году.